# Оле-Лукойе
Оле-Лукойе (дат. Ole Lukøje) — литературный персонаж Ханса Кристиана Андерсена, основанный на народных сказках. 
Имя Оле-Лукойе состоит из двух частей: Оле — датское мужское имя, Лукойе переводится как «Закрой глазки». Он носит под мышкой два зонтика, которые раскрывает над спящими детьми. Для детей, которые вели себя хорошо, предназначен зонт с красивыми картинками, благодаря которому они видят красивые, приятные сны. Зонт без картинок Оле-Лукойе открывает для непослушных детей, и они проводят ночь без сновидений.
Сказка рассказывает о таинственном мистическом существе наподобие Песочного человека, который показывает детям сны. Некоторые элементы в истории об Оле-Лукойе напоминают также о Морфее, греческом боге сна: например, Оле, как и Морфей, использует для усыпления детей специальную снотворную жидкость (у Оле это сладкое молоко).
Андерсеновский Оле-Лукойе посещает мальчика с именем Яльмар каждую ночь в течение недели и рассказывает ему сказки. По ходу сказки выясняется, что Оле на самом деле очень старый. В последний вечер, в воскресенье, Оле-Лукойе рассказывает мальчику о своём брате, которого зовут так же, но ещё у него есть второе имя — Смерть. Он приходит, чтобы закрыть глаза тех, кому пришла пора уйти из этого мира, и забрать их с собой.
Таким образом, образ Оле-Лукойе распадается на два: подобно греческим Танатосу и Гипносу, богам смерти и сна соответственно, герои родственны и отличны друг от друга. Так «маленький смешной человечек оказывается проводником не только по царству сновидений, но и в царство смерти, в котором смутно угадываются образы Рая и Ада».

## В культуре
Первые книги стихов Марины Цветаевой вышли в «домашнем» издательстве Сергея Эфрона, которое называлось «Оле-Лукойе».
Оле-Лукойе посвящено множество стихов для детей, например, стихотворение английской поэтессы XIX — начала XX века Мод Кири (русский перевод Бориса Вайнера). В 1946 г. была создана радиопостановка по сказке Андерсена (инсценировка В. В. Смирновой, режиссёр Р. М. Иоффе) с участием М. И. Бабановой (Оле Лукойе) и В. А. Сперантовой (мальчик Гияльмар), которая не теряла популярности много десятилетий. Также этому персонажу посвящён телеспектакль 1988 года «Волшебный зонтик Оле-Лукойе» и ряд песен современных исполнителей.
В советских мультфильмах «Снежная королева» и «Пастушка и трубочист» (по одноимённым сказкам Андерсена) Оле-Лукойе выступает в роли рассказчика; персонажа озвучили соответственно Владимир Грибков и Михаил Яншин.